# Панченко, Леонид Фёдорович
Леонид Фёдорович Панченко (6 июля 1929, Черноерковский район, Краснодарский край, СССР — 26 апреля 2021) — советский и российский биохимик, академик РАМН (1999), академик РАН (2013).

## Биография
Родился 6 июля 1929 года в станице Петровской Черноерковского района Краснодарского края в семье крестьянина.
В 1946 году окончил среднюю школу с золотой медалью, затем отучился один курс в МАИ.
В 1953 году с красным дипломом окончил 2-й МГМИ, специальность — лечебное дело.
В 1956 году защитил кандидатскую, а в 1966 году — докторскую диссертации.
После досрочного окончания аспирантуры работал на кафедре биохимии, пройдя путь от ассистента до профессора.
В 1967 году избран заведующим кафедрой биохимии медико-биологического факультета.
В 1978 году был избран по конкурсу руководителем лаборатории нейрохимии алкоголизма и наркомании (в дальнейшем — лаборатория биохимии Всесоюзного НИИ общей и судебной психиатрии имени В. П. Сербского.
В 1986 году переведён во вновь организованный Всесоюзный научно-исследовательский институт медико-биологических проблем алкоголизма, переименованный в дальнейшем в Национальный научный центр наркологии Минздравсоцразвития.
С 2008 года работал заведующим лабораторией функциональной геномики и липидомики, а с 2009 года переведён на должность заведующего лабораторией молекулярных основ болезней зависимости в НИИ общей патологии и патофизиологии РАМН.
В 1994 году избран членом-корреспондентом РАМН.
В 1999 году избран академиком РАМН.
В 2013 году стал академиком РАН (в рамках присоединения РАМН и РАСХН к РАН).
Скончался 26 апреля 2021 года. Похоронен на Хованском кладбище.

## Научная деятельность
Специалист в области клинической биохимии.
Автор более 400 научных статей, 10 монографий, 10 изобретений и патентов.
Под его научным руководством создана научная биохимическая и наркологическая школа, защищено 60 кандидатских и 15 докторских диссертаций.
Был членом экспертного совета при Председателе Государственной думы Федерального собрания Российской Федерации по направлению «Здравоохранение, социальные проблемы медицины», членом бюро медико-биологического отделения Международной академии наук.

## Награды
- Заслуженный деятель науки Российской Федерации (1996)[5]
- Диплом премии имени В. С. Гулевича АМН СССР «За лучшую научную работу по биологической и медицинской химии»